# George Enescu (Botoșani)
George Enescu (en el passat, Liveni-Vârnav) és un poble de la comuna del mateix nom al comtat de Botoșani, Moldàvia, Romania.

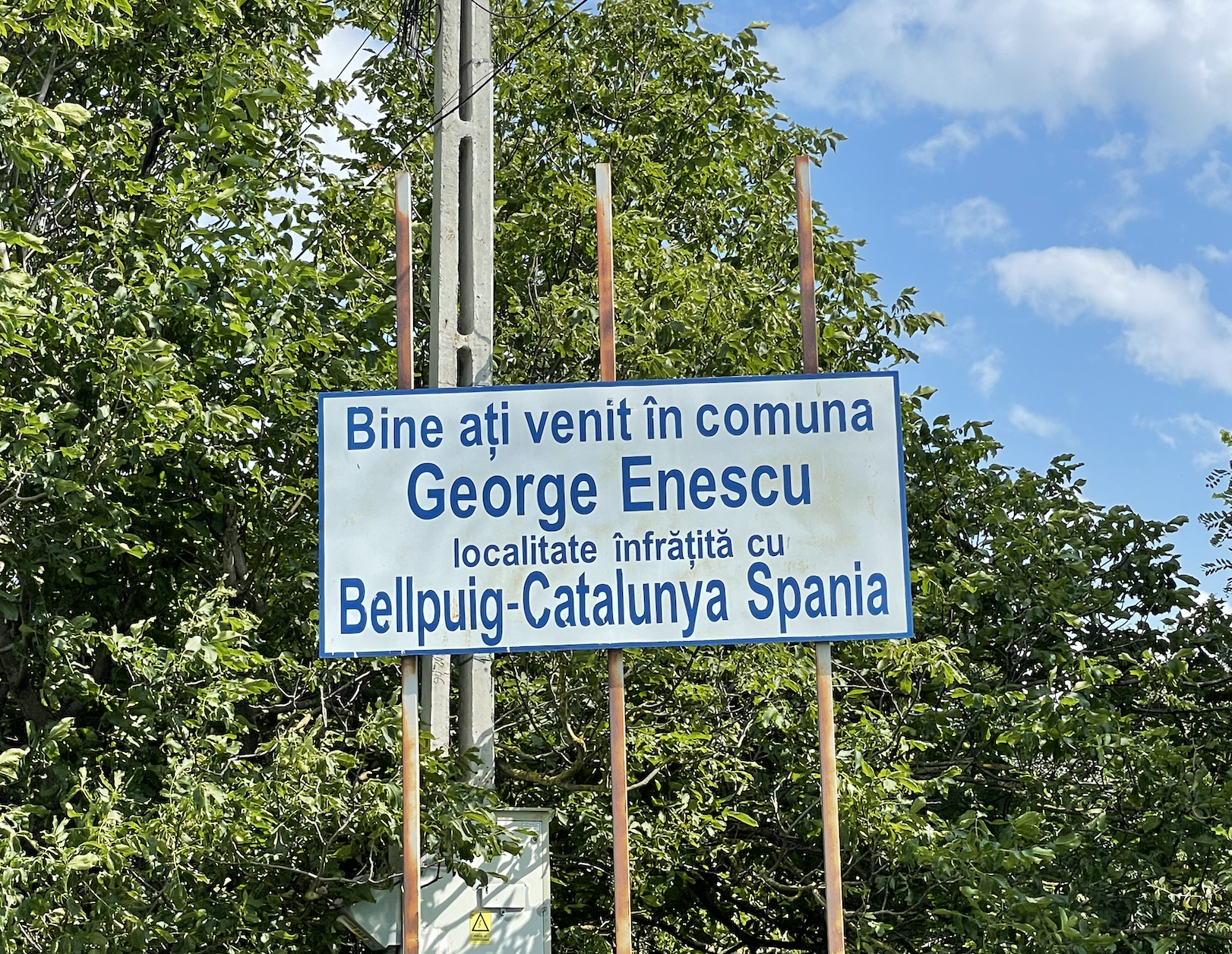
Agermanada amb Bellpuig

La ciutat és famosa gràcies a George Enescu. El gran compositor, pianista, violinista, director i professor romanès va néixer a Liveni-Vârnav, Botoșani, l'any 1881. A la casa dels seus pares a Liveni, Enescu va compondre la seva primera obra per a violí i piano, Valàquia, als 5 anys. També a casa dels seus pares, va compondre Poème roumain el 1894. Actualment, l'edifici és un museu i casa commemorativa.
El poble de George Enescu està agermanat amb Bellpuig.